# Litlmolla
Litlmolla, befindet sich ungefähr 8 km östlich von Svolvær. Die unbewohnte norwegische Insel liegt im Fylke Nordland in der Kommune Vågan. Im Norden und Süden sind die Nachbarinseln Stormolla und Skrova, die alle zu den Lofoten gerechnet werden. Der westliche Meeresarm des sich im Osten befindenden Vestfjords wird Hølla genannt.
Die Insel war früher aufgrund des Fischreichtums ihrer Gewässer bewohnt und der Hauptort hieß Keila. Es befinden sich auf Litlmolla noch mehr abgegangene Gehöfte und die Sommerhäuser sind saisonal bewohnt. Die Gewässer um die Insel sind ein beliebtes Segelrevier.